# Século XVI
O século XVI começou no calendário juliano no ano 1501 e terminou nos calendários juliano e gregoriano no ano 1600. Este século é visto pelos historiadores como o período que a civilização ocidental se desenvolveu e se impôs.
Durante o século XVI, Portugal e Espanha exploraram os oceanos do mundo e abriram uma série de rotas comerciais marítimas. Grandes porções do Novo Mundo tornaram-se colônias portuguesas e espanholas; e enquanto os portugueses se tornaram os mestres das rotas asiáticas e africanas de comércio marítimo, os espanhóis abriram rotas comerciais através do Oceano Pacífico, ligando o continente americano ao asiático.
Esta era do colonialismo estabeleceu o mercantilismo como a principal doutrina econômica, onde o sistema econômico era visto por uma balança em que o ganho de alguém significaria sempre a perda para outrem. A doutrina mercantilista encorajou as principais guerras europeias que surgiriam e até certo ponto deu ímpeto à necessidade de expansão europeia pelo mundo, que culminaria no imperialismo em escala mundial dos séculos XVIII, XIX e XX.
Na Europa, a Reforma Protestante desfere um grande golpe na autoridade do papado e da Igreja Católica. As políticas europeias ficam assim dominadas por conflitos religiosos, lançando algumas das bases para a Guerra dos Trinta Anos, que surgiria no final do século. Na Itália, Luca Pacioli publica o primeiro trabalho sobre contabilidade; e Galileo Galilei inventa o primeiro termômetro. Na Inglaterra, o italiano Alberico Gentili escreve o primeiro livro de direito internacional público e divide secularismo de lei canônica e da teologia católica romana.
No Oriente Médio, o Império Otomano continuou a expandir-se, com o Sultão assumindo o título de Califa, enquanto lidava com uma Pérsia (Irã) que crescia. A Pérsia e a Mesopotâmia (Iraque) foram apanhados pela popularidade do setor Xiita do Islamismo sob a direção da Dinastia Safávida, lançando assim as bases para uma Pérsia independente da maioria sunita muçulmana no mundo.
A China evacuou as áreas costeiras devido à pirataria japonesa. Nesta altura, o Japão sofria com uma severa guerra civil, conhecida como período Sengoku.
No subcontinente indiano, após a queda do Sultanato de Déli, novos poderes surgiram, o Império Suri foi fundado por Sher Shah Suri e o Império Mogol por Babur, um descendente direto de Tamerlão e Gengis Cã. Seus sucessores, Humaium e Aquebar, ampliaram o império para incluir a maior parte do sul da Ásia. O império desenvolveu uma economia forte e estável no mundo, levando à expansão comercial e maior patrocínio da cultura, o que influenciou significativamente o curso da história indiana.
Copérnico propôs um universo heliocêntrico, ideia que foi recebida pela comunidade europeia com forte resistência, e Tycho Brahe refutou a teoria das esferas celestiais através da observação e medição de uma supernova em 1572. Estes eventos desafiavam directamente a ideia antiga de um universo imutável de Ptolomeu e Aristóteles, e levou a grandes revoluções na astronomia e na ciência.

## Eventos
- 1503 — Leonardo da Vinci inicia a pintura da Mona Lisa, que conclui três ou quatro anos depois.
- 1506 — Centenas de judeus e cristãos-novos são mortos no Massacre de Lisboa.
- 1509 — Coroação do rei Henrique VIII de Inglaterra.
- 1510 — Conquista de Goa por Afonso de Albuquerque, futura capital da Índia Portuguesa.
- 1511 — Conquista de Malaca; Albuquerque envia os primeiros navios às "Ilhas das Especiarias" (Molucas).
- 1512 — O teto da Capela Sistina, pintado por Michelangelo Buonarroti, é exibido ao público pela primeira vez.
- 1513 — Jorge Álvares é o primeiro europeu a aportar na China, na Ilha de Lintin.
- 1513 — Vasco Núñez de Balboa, ao serviço de Espanha, atravessa o istmo do Panamá e é o primeiro europeu a avistar o Oceano Pacífico (a que chama "Mar del Sur").
- 1513 — Maquiavel escreve O Príncipe, um tratado de filosofia política.
- 1514 — Grande Embaixada enviada pelo rei D. Manuel I ao Papa Leão X chefiada por Tristão da Cunha.
- 1516 — Surge o primeiro engenho de açúcar de que se tem notícia no Brasil, no litoral de Pernambuco, mais precisamente na Feitoria de Itamaracá, confiada a Pero Capico.
- 1516/1517 — Os otomanos derrotam os mamelucos e controlam o Egipto, o litoral da Arábia Saudita e o Levante.
- 1517 — Martinho Lutero publica as Noventa e Cinco Teses. Início da Reforma.
- 1519 — Morre Leonardo da Vinci.
- 1519/1522 — Primeira viagem de circum-navegação da Terra por Fernão de Magalhães e Juan Sebastián Elcano.
- 1521 — Hernán Cortés conquista Tenochtitlan, capital do Império Azteca.
- 1522 — Terramoto e deslizamento de terras, em Vila Franca do Campo, São-Miguel, Açores, que terá vitimado entre 3 000 a 5 000 pessoas.
- 1523 — A Suécia torna-se independente da União de Kalmar.
- 1524 — O italiano Giovanni da Verrazano explora a costa norte-americana ao serviço ao Rei de França; desembarca na atual Staten Island, Nova Iorque.
- 1527 — Saque de Roma, pelo exército imperial de Carlos V e seus mercenários alemães.
- 1529 — Os austríacos derrotam o Império Otomano no cerco de Viena.
- 1529  — Tratado de Saragoça entre o imperador Carlos V e D. João III, rei de Portugal, estabelece o meridiano (de Tordesilhas) no Oriente.
- 1531 — Guerra Civil Inca travada entre os irmãos Atahualpa e Huascar.
- 1531/1532 — A Igreja Anglicana rompe com a Igreja Católica.
- 1532 — Francisco Pizarro lidera a conquista espanhola do Império Inca.
- 1532 — D. João III de Portugal institui quatorze capitanias hereditárias no esforço de defender o território no Brasil.
- 1532 — Martim Afonso de Sousa inicia a cultura de cana-de-açúcar na Capitania de São Vicente.
- 1534 — Acto de Supremacia na Inglaterra. O rei Henrique VIII rompe com Roma e declara-se chefe da Igreja.
- 1534 — Os otomanos conquistam Bagdade.
- 1535 — Fundação de Olinda pelo capitão-donatário da Capitania de Pernambuco Duarte Coelho.
- 1535 — Portugueses chefiados pelo donatário Vasco Fernandes Coutinho desembarcaram na Capitania do Espírito Santo e fundam a Vila do Espírito Santo, atual Vila Velha.
- 1536 — Estabelecimento da Inquisição em Portugal.
- 1537 — Surge o povoado da "Ribeira de Mar dos Arrecifes", atual Recife.
- 1543 — Primeiros mercadores portugueses, com Fernão Mendes Pinto, chegam a Tanegashima no Japão, sendo também os primeiros ocidentais a entrarem no país.
- 1543 — Publicação da obra Das Revoluções das Esferas Celestes (De revolutionibus orbium coelestium), do astrônomo polonês Nicolau Copérnico.
- 1545 — Primeira sessão do Concílio de Trento. A última sessão decorrerá em 1563.
- 1548 — A dinastia Ming decreta a proibição do comércio externo e fecha todos os portos marítimos da China.
- 1548  — Criado o primeiro Governo-Geral do Brasil com Tomé de Sousa por governador.
- 1549 — Tomé de Sousa funda Salvador, nomeada capital, sem nunca ter sido vila.
- 1551 — Fundação da cidade de Vitória por Vasco Fernandes Coutinho.
- 1554 — Fundação da cidade de São Paulo pelos padres jesuítas José de Anchieta e Manuel da Nóbrega.
- 1557 — Macau é cedida aos portugueses pelo imperador chinês Chi-Tsung.
- 1557 — Espanha é a primeira nação soberana na história a declarar falência. Filipe II de Espanha declarou quatro falências do estado: em 1557, 1560, 1575 e 1596.
- 1559 — Publicada a versão integral e definitiva das Institutas da Religião Cristã de João Calvino, considerada por muitos como a maior sistematização da teologia reformada.
- 1560 — Estabelecimento da Inquisição em Goa.
- 1565 — Fundação da cidade do Rio de Janeiro, por Estácio de Sá.
- 1565 — A Ordem de Malta derrota os otomanos no Cerco de Malta
- 1571 — Batalha de Lepanto, uma esquadra da Liga Santa, sob o comando de João da Áustria, vence os otomanos.
- 1572 — Primeira edição de Os Lusíadas de Luís Vaz de Camões, três anos após o autor regressar do Oriente.
- 1578 — O rei D. Sebastião e parte da nobreza portuguesa morrem na Batalha de Alcácer-Quibir, travada em Marrocos.
- 1580 — Após a Crise de sucessão, Portugal perde a independência para Espanha; morre Luís de Camões.
- 1582 — O calendário gregoriano corrigido pelo papa Gregório XIII é adoptado pelos países católicos na Europa e nos novos territórios do império de Filipe II de Espanha (I de Portugal).
- 1585 — Vitória dos portugueses e espanhóis contra potiguaras e franceses no nordeste do Brasil.
- 1588 — A Armada Invencível, enviada por Filipe II de Espanha contra a Inglaterra, é derrotada na costa inglesa.
- 1595 — Saque do Recife por James Lancaster, ainda durante a Guerra Anglo-Espanhola.
- 1599 — William Shakespeare escreve a tragédia Hamlet.

## Personagens importantes
Em ordem cronológica
- Demetrios Chalkokondyles (1423-1511) humanista grego
- Francisco de Almeida (1450-1510)
- Leonardo da Vinci (1452-1519) cientista, polímata e pintor italiano
- Afonso de Albuquerque (1453-1515) governador da Índia Portuguesa
- Juan Ponce de León (1460-1521) explorador espanhol
- Duarte Pacheco Pereira (1460-1533)
- Gil Vicente (1465-1536) trovador português
- Erasmo de Roterdam (1466-1536)
- Pedro Álvares Cabral (1467-1520) navegador português
- Sigismundo I, o Velho (1467-1548) rei da Polônia
- Manuel I de Portugal (1469-1521) rei de Portugal
- Niccolò Machiavelli (1469-1527) historiador, filósofo, diplomata e humanista italiano
- Vasco da Gama (1469-1524) navegador português
- György Dózsa (1470-1514) rebelde húngaro
- Pietro Bembo (1470-1547) cardeal, poeta e erudito italiano
- Albrecht Dürer pintor alemão (1471-1528)
- Lucas Cranach, o Velho (1472-1553) pintor renascentista alemão
- Nicolau Copérnico, (1473-1543) astrônomo polonês
- Ludovico Ariosto (1474-1533) poeta italiano
- Francisco Pizarro (1475-1541)
- Michelangelo Buonarroti (1475-1564) pintor e escultor italiano
- Vasco Núñez de Balboa (1475-1519) explorador espanhol
- Juan Sebastián Elcano (1476-1526) explorador espanhol
- Baldassare Castiglione (1478-1529) escritor italiano
- Filipe I de Castela (1478-1506)
- Gian Giorgio Trissino (1478-1550) humanista italiano
- Thomas More (1478-1535) humanista e filósofo inglês
- Fernão de Magalhães (1480-1521)
- Francesco Guicciardini (1483-1540)
- Fuzûlî (1483-1556)
- Juan Martínez de Jáuregui y Aguilar (1483-1541) pintor e poeta espanhol
- Martinho Lutero (1483-1546) reformador alemão
- Raphael (1483-1520) pintor italiano
- Giovanni Battista Ramusio (1485-1557) diplomata italiano
- Giovanni da Verrazzano (1485-1528) explorador italiano
- Hernán Cortés (1485-1547) conquistador espanhol
- Ticiano Vecellio (1485-1576) pintor italiano
- Catarina de Aragão (1485-1536)
- Andrea del Sarto (1486-1530)
- Ismail I (1487-1524) reunificador da Pérsia
- Mimar Sinan (1489-1588) engenheiro civil e arquiteto do Império Otomano
- Henrique VIII, fundador do Anglicanismo (1491-1547)
- Inácio de Loyola (1491-1556) fundador da Sociedade de Jesus
- Jacques Cartier (1491-1557) explorador francês do Canadá
- François Rabelais (1493-1553)
- Paracelso (1493-1541) médico, botânico e alquimista alemão
- Francisco I da França (1494-1547)
- Pontormo (1494-1557) pintor italiano
- Qiu Ying (1494-1552) pintor chinês
- Rosso Fiorentino (1494-1540) pintor italiano
- Solimão, o Magnífico (1494-1566) 10º sultão do Império Otomano
- Solimão, o Magnífico (1494-1566) sultão do Império Otomano
- Gustavo I da Suécia (1496-1560)
- Hernando de Soto (1496-1542) explorador espanhol da Flórida
- Hans Holbein, o Jovem pintor alemão (1497-1543)
- Andrés de Urdaneta (1498-1568) navegador espanhol
- Garcia de Orta (1499-1568)
- Cristóbal de Morales (1500-1553)
- Carlos I de Espanha (1500-1558)
- Garcilaso de la Vega (1501-1536)
- Ana Bolena (1501-1536) segunda esposa de Henrique VIII
- Benedetto Varchi (1502-1565) humanista, historiador e poeta italiano
- Cuauhtémoc (1502-1525)
- João III de Portugal (1502-1557)
- Pedro Nunes (1502-1578) matemático português
- Bronzino (1503-1572) pintor italiano
- Nostradamus (1503-1566) autor francês de profecias
- Tomé de Sousa (1503-1579) 1º governador-geral do Brasil
- Mikołaj Rej (1505-1569) poeta polonês
- Andrea Palladio (1508-1580)
- João Calvino (1509-1564) teólogo e reformador
- Miguel Servet (1509-1553) médico, teólogo e humanista espanhol
- Antonio de Cabezón (1510-1566)
- Francisco Vásquez de Coronado (1510-1554)
- John Knox (1510-1572) reformador escocês
- Francisco de Orellana (1511-1546)
- Giorgio Vasari (1511-1574) pintor e historiador italiano
- Gerardus Mercator (1512-1594)
- Francisco de Salinas (1513-1590)
- Andreas Vesalius (1514-1564) anatomista italiano
- Lucas Cranach, o Jovem (1515-1586) pintor de paisagens e retratista alemão
- Teresa de Ávila (1515-1582) mística espanhola
- Cipriano de Rore (1516-1565)
- Conrad Gessner (1516-1565) naturalista e botânico suíço
- Maria Tudor, rainha da Inglaterra (1516-1558)
- Tintoretto (1518-1594) pintor maneirista italiano
- Andrea Amati (1520-1578)
- Luís de Camões (1524 -1580) renomado poeta português
- Pierre de Ronsard (1524-1585) poeta francês
- Giovanni Pierluigi da Palestrina (1525-1594) compositor italiano
- Pieter Bruegel, o Velho (1525-1569) pintor paisagista belga
- Filipe II de Espanha (1527-1598)
- Luis de León (1527-1591) poeta espanhol
- Paolo Veronese (1528-1588) pintor italiano
- Jan Kochanowski (1530-1584) poeta polonês
- Juan de Herrera (1530-1597) arquiteto espanhol
- Ruy López de Segura (1530-1580) bispo espanhol
- Yermak Timofeyevich (1532-1585) líder cossaco russo
- Claudio Merulo (1533-1604) organista e compositor italiano
- Gulherme, o Taciturno (1533-1584)
- Elisabeth I da Inglaterra (1533-1603)
- Ivan IV da Rússia (1533-1584) primeiro tsar da Rússia
- Michel de Montaigne (1533-1592) ensaísta francês
- Oda Nobunaga (1534-1582) daimyo japonês
- Peter Lupo (1535-1608) compositor e violinista italiano
- Toyotomi Hideyoshi (1536 -1598) daimyo japonês
- Eduardo VI da Inglaterra (1537 -1553)
- Lady Jane Grey (1537-1554) rainha da Inglaterra por 10 dias
- Francis Drake (1540-1596) explorador inglês
- El Greco (1541-1614)
- Akbar, o Grande, 3º imperador mogol da Índia (1542-1605)
- João da Cruz (1542-1591) místico e santo espanhol
- Domenico Fontana (1543-1607)
- William Gilbert (1544-1603) médico, físico e filósofo inglês
- Giulio Caccini (1545-1618) compositor italiano
- Yi Sun-sin (1545-1598) almirante coreano
- Tycho Brahe (1546-1601) astrônomo dinamarquês
- Johan van Oldenbarnevelt (1547-1619) organizador da revolta holandesa contra os espanhóis
- Mateo Alemán (1547-1615) novelista espanhol
- Miguel de Cervantes (1547-1616) romancista espanhol
- Francisco Suarez (1548-1617)
- Giordano Bruno (1548-1600) filósofo e humanista italiano
- Tomás Luis de Victoria (1548-1611) compositor de música sacra espanhol
- Emilio de' Cavalieri (1550-1602)
- Edmund Spenser (1552-1599)
- Matteo Ricci (1552-1610) missionário italiano no Oriente
- Henrique V, rei da França (1553 -1610)
- Manuel Rodrigues Coelho (1555-1633) compositor e organista português
- Paolo Quagliati (1555-1628) compositor italiano
- Johannes Nucius (1556-1620) compositor alemão
- Alfonso Fontanelli compositor italiano (1557-1622)
- Giovanni Gabrieli (1557-1612) compositor e organista italiano
- Miguel, o Valente (1558-1601) príncipe da Valáquia
- Thomas Kyd (1558-1594) dramaturgo inglês
- Thomas Lodge (1558-1625) dramaturgo inglês
- Dario Castello (1560-c. 1640)
- Felice Anerio (1560-1614)
- Giovanni Bernardino Nanino (1560-1623) compositor italiano
- Hieronymus Praetorius (1560-1629) compositor e organista alemão
- Lodovico da Viadana (1560-1627) compositor italiano
- Peter Philips (1560-1628) compositor e organista inglês
- William Brade (1560-1630) violinista e compositor inglês
- Edward Wright (1561-1615)
- Francis Bacon (1561-1626) filósofo e ensaísta inglês
- Giovanni Bassano (1561-1617) compositor italiano
- Jacopo Peri (1561-1633) compositor italiano
- Luis de Góngora (1561-1627) poeta espanhol
- Jan Pieterszoon Sweelinck (1562-1621) compositor e organista holandês
- John Bull (1562-1628) compositor inglês
- Lope de Vega (1562-1635) dramaturgo espanhol
- Imperador Wanli (1563-1620) Imperador chinês
- Jean Titelouze (1563-1633) compositor francês
- John Dowland (1563-1626) alaudista inglês
- Christopher Marlowe (1564-1593) poeta e dramaturgo inglês
- Galileo Galilei (1564-1642) astrônomo e cientista italiano
- Hans Leo Hassler (1564-1612) compositor alemão
- William Shakespeare (1564-1616) dramaturgo inglês
- Ascanio Mayone (1565-1627) compositor italiano
- Giles Farnaby (1565-1640) compositor inglês
- Luis Váez de Torres (1565-1607) navegador hispano-português
- Sebastian Aguilera de Heredia (1565-1627) compositor espanhol
- Sigismundo III Vasa (1566-1632) rei da Polônia
- Adriano Banchieri (1568-1634) poeta e compositor
- Jan Brueghel, o Velho (1568-1625) pintor flamengo
- Tommaso Campanella (1568-1639) teólogo e filósofo italiano
- Thomas Heywood (1570-1641) dramaturgo inglês
- Abbas I (1571-1629)
- Caravaggio (1571-1610) pintor italiano
- Johannes Kepler (1571-1630)]] matemático e astrônomo alemão
- Mulla Sadra (1571-1641)]] filósofo muçulmano
- Thomas Lupo (1571-1627) violinista e compositor inglês
- Ben Jonson (1572-1637) dramaturgo inglês
- John Donne (1572-1631) poeta inglês
- Miyamoto Musashi (1584 -1645) guerreiro japonês

## Literatura
- 1511: Elogio da Loucura — Erasmo de Roterdão
- 1517: Auto da Barca do Inferno — Gil Vicente
- 1523: Farsa de Inês Pereira — Gil Vicente
- 1525: De servo arbitrio — Martinho Lutero
- 1543: De Humani Corporis Fabrica — Andreas Vesalius
- 1557: Duas Viagens ao Brasil — Hans Staden
- 1559: Institutas da Religião Cristã — João Calvino
- 1570: Décadas da Ásia — João de Barros
- 1572: Os Lusíadas — Luís Vaz de Camões
- 1576: História da Província Santa Cruz — Pero de Magalhães de Gândavo
- 1578: História de uma viagem feita na terra do Brasil — Jean de Léry
- 1595: Arte de Gramática da Língua mais Usada na Costa do Brasil — José de Anchieta

## Décadas e anos
| Década de 1490 | 1490 | 1491 | 1492 | 1493 | 1494 | 1495 | 1496 | 1497 | 1498 | 1499 |
| Década de 1500 | 1500 | 1501 | 1502 | 1503 | 1504 | 1505 | 1506 | 1507 | 1508 | 1509 |
| Década de 1510 | 1510 | 1511 | 1512 | 1513 | 1514 | 1515 | 1516 | 1517 | 1518 | 1519 |
| Década de 1520 | 1520 | 1521 | 1522 | 1523 | 1524 | 1525 | 1526 | 1527 | 1528 | 1529 |
| Década de 1530 | 1530 | 1531 | 1532 | 1533 | 1534 | 1535 | 1536 | 1537 | 1538 | 1539 |
| Década de 1540 | 1540 | 1541 | 1542 | 1543 | 1544 | 1545 | 1546 | 1547 | 1548 | 1549 |
| Década de 1550 | 1550 | 1551 | 1552 | 1553 | 1554 | 1555 | 1556 | 1557 | 1558 | 1559 |
| Década de 1560 | 1560 | 1561 | 1562 | 1563 | 1564 | 1565 | 1566 | 1567 | 1568 | 1569 |
| Década de 1570 | 1570 | 1571 | 1572 | 1573 | 1574 | 1575 | 1576 | 1577 | 1578 | 1579 |
| Década de 1580 | 1580 | 1581 | 1582 | 1583 | 1584 | 1585 | 1586 | 1587 | 1588 | 1589 |
| Década de 1590 | 1590 | 1591 | 1592 | 1593 | 1594 | 1595 | 1596 | 1597 | 1598 | 1599 |
| Década de 1600 | 1600 | 1601 | 1602 | 1603 | 1604 | 1605 | 1606 | 1607 | 1608 | 1609 |